# Le Mystère Imberger
Pour plus de détails, voir Fiche technique et Distribution.
Le Mystère Imberger est un film français réalisé par Jacques Séverac, sorti en 1935.

## Fiche technique
- Titre : Le Mystère Imberger
- Autre titre : Le Spectre de M. Imberger
- Réalisation : Jacques Séverac
- Scénario : Henri Clerc et Jacques Séverac, d'après la pièce de Henry de Gorsse et Frédéric Boutet (Le Spectre de M. Imberger)
- Photographe : Jean Isnard et Jean Maillols
- Production : Compagnie autonome de cinématographie
- Pays d'origine :  France
- Durée : 82 minutes
- Date de sortie : France, 12 avril 1935

## Distribution
- Camille Bert : M. Imberger
- Simone Deguyse : Charlotte Imberger
- Jean Galland : l'inspecteur Barfin
- Gaston Modot : le domestique
- André Roanne : Max
- Yvonne Claudie
- Albert Duvaleix
- Georges Prieur
- Georges Térof